# Mioglobinúria
La mioglobinúria és la presència de mioglobina a l'orina, que generalment resulta de rabdomiòlisi o de lesions musculars. La mioglobina és present a les cèl·lules musculars com a reserva d'oxigen.